# Őrimagyarósd
Őrimagyarósd é um município da Hungria, situado no condado de Vas. Tem 12,29 km² de área e sua população em 2015 foi estimada em 220 habitantes.